# Eclipta bivittata
Eclipta bivittata là một loài bọ cánh cứng thuộc họ Xén tóc. Loài này được Ernst Fuchs mô tả năm 1961.